# Список растений, занесённых в Красную книгу Республики Дагестан
Спи́сок расте́ний, занесённых в Кра́сную кни́гу Респу́блики Дагеста́н — перечень (список), утверждённый в соответствии с Законом Республики Дагестан от 16 мая 2008 года № 22 «О Красной книге Республики Дагестан». Данный перечень растительного мира составлен 1 декабря 2008 года. В него входит также список объектов растительного мира, исключённых из первого издания Красной книги Республики Дагестан. Предыдущий перечень, составленный на основании постановления правительства Республики Дагестан от 6 апреля 1998 г. № 65 «О Красной книге Республики Дагестан», признан утратившим силу.

## Категории статуса редкости
В столбце КСР указан цифровой код, обозначающий категорию редкости:

0 — виды (подвиды), по-видимому, исчезнувшие, не обнаруженные в течение ряда лет, но, возможно, уцелевшие в некоторых недоступных местах обитания или в неволе;
1 — виды (подвиды), находящиеся под угрозой исчезновения, численность которых достигла критического уровня или же места обитания которых претерпели столь коренные изменения, что в ближайшее время, они, очевидно, исчезнут;
2 — виды (подвиды), численность которых быстро сокращается;
3 — редкие виды (подвиды), не находящиеся ещё под угрозой вымирания, но встречающиеся в таком небольшом количестве или на таких незначительных территориях, что любая серьёзная опасность может быстро приблизить их к исчезновению;
4 — неопределённые виды (подвиды) — малоизвестные, недостаточно изученные, возможно, находящиеся под угрозой исчезновения, однако недостаток сведений не позволяет уверенно оценить состояние популяций этих видов и отнести их к одной из первых трёх категорий;
5 — восстановленные виды (подвиды) — те, численность которых под влиянием принятых ранее мер начала увеличиваться.

## Список растений, занесённых в Красную книгу Республики Дагестан
| №   | Название вида растения Латинское название                 | Семейство                         | КСР | Изображение | Распространение |
| --- | --------------------------------------------------------- | --------------------------------- | --- | ----------- | --- |
| 1   | Адиантум венерин волосAdiantum capillus-veneris           | АдиантовыеAdiantaceae             | 1   |             | В России встречается только в нижнем горном поясе Северного Кавказа. Растёт по берегам горных рек и ручьёв, в трещинах скал, у просачивающейся воды, у водопадов; предпочитает карбонатные породы. |
| 2   | Костенец дагестанский Asplenium daghestanicum             | АсплениевыеAspleniaceae           | 2   |             | Основной ареал вида находится в долине р. Кошанапу в Агульском районе: окр. сел. Кураг (откуда был описан вид), Арсуг и Буршаг. В последние годы выявлен в верховьях р. Рубас в 5 км выше сел. Атрик (на склонах г. Джуфудаг) Хивского района и в окр. сел. Шари Агульского района. Произрастает на затенённых сланцевых, слегка увлажнённых скалах в среднем горном поясе на высоте 1800—2300 м над уровнем моря. |
| 3   | Костенец чёрныйAsplenium adiantum-nigrum                  | АсплениевыеAspleniaceae           | 3   |             | Костенец чёрный растёт на камнях в тенистых каштанниках, грабово-каштановых, смешанных колхидских лесах, дубравах, самшитниках, буковых лесах. Их можно встретить в трещинах корней деревьев, обычно на сухих склонах, реже на осыпях и в трещинах скал. |
| 4   | Марсилия четырёхлистнаяMarsilea quadrifolia               | МарсилиевыеMarsileaceae           | 2   |             | Встречается в центральной и южной Европе, на Кавказе, в Западной Сибири, Афганистане, юго-западной Индии, Китае, Японии и Северной Америке. |
| 5   | Гроздовник виргинскийBotrychium virginianum               | УжовниковыеOphioglossaceae        | 1   |             | В России встречается в северных, центральных и южных областях европейской части, в Западной (по Оби и на Алтае) и Восточной Сибири (бассейн Енисея). Растёт в сырых смешанных, еловых и широколиственных лесах, берёзовых колках, на опушках, по полянам и вырубкам, по окраинам болот, на лесных лугах и между кустарниками на богатой и рыхлой почве. Встречается на известняковых скалах.                       |
| 6   | Ложнопокровница МарантыNotholaena marantae                | Птерисовые (Орляковые)Pteridaceae | 3   |             | Цумадинский район у с. Инхоквари (16.V.1996, Р. Муртазалиев), Богосский хр., верховье р. Самур. |
| 7   | Краекучник орляковыйCheilanthes pteridioides              | Птерисовые (Орляковые)Pteridaceae | 3   |             | |
| 8   | Вудсия ломкаяWoodsia fragilis                             | ВудсиевыеWoodsiaceae              | 3   |             | Растёт между камнями на тенистых террасах, предпочитает рыхлые слабокислые почвы.. |
| 9   | Можжевельник вонючийJuniperus foetidissima                | КипарисовыеCupressaceae           | 2   |             | Растёт открыто на сухой глинисто-хрящеватой почве и на скалах, подымаясь в горы до 1600 м над уровнем моря. |
| 10  | Можжевельник многоплодныйJuniperus polycarpos             | Кипарисовые Cupressaceae          | 2   |             | Ареал вида охватывает Среднюю Азию, Оман, Афганистан, Иран, Ирак, Пакистан и северо-западные районы Индии. |
| 11  | Тис ягодныйTaxus baccata                                  | Тисовые Taxaceae                  | 2   |             | Тисовые леса сохранились в Карпатах и в горах Крыма (Чатырдаг, Бельбекский каньон), в западной части Северного Кавказа (Кавказский заповедник, Тисо-самшитовая роща), а также на Южных Курилах, остров Шикотан. |
| 12  | Лук горолюбивый Allium oreophilum                         | Луковые Alliaceae                 | 2   |             | В природе ареал вида охватывает Кавказ (Дагестан) и Центральную Азию. Произрастает на щебнистых склонах в верхнем поясе гор. |
| 13  | Лук гунибскийAllium gunibicum                             | Луковые Alliaceae                 | 3   |             | В природе ареал вида охватывает Дагестан, Чечню (приток реки Фартанга) и Грузию (Хевсурети). Ксерофит. Произрастает на скалах и каменистых склонах на высоте 600—2000 метров над уровнем моря. |
| 14  | Лук странныйAllium paradoxum                              | Луковые Alliaceae                 | 3   |             | В природе ареал вида охватывает Иран, Азербайджан, Дагестан и Туркменистан. Натурализовалось повсеместно. Произрастает в тенистых дубовых и дубово-грабовых предгорных лесах. Мезофит. |
| 15  | Лук крупныйAllium grande                                  | Луковые Alliaceae                 | 2   |             | Встречается на горе Тарки-Тау, горных хребтах в окрестностях Махачкалы, сёл Губден, Кака-шура Карабудахкентского района, Кадиркент Сергокалинского района, Дибгалик Дахадаевского района и между сёлами Дюбек и Хустиль Табасаранского района. Произрастает в предгорных лесах и среди кустарников на высоте 100—700 метров над уровнем моря.                                                                      |
| 16  | Лук МирзоеваAllium mirzojevii                             | Луковые Alliaceae                 | 1   |             | |
| 17  | Лук самурскийAllium samurensis                            | Луковые Alliaceae                 | 2   |             | |
| 18  | Нектароскордум трёхфутовыйNectaroscordum tripedale        | Луковые Alliaceae                 | 1   |             | В природе ареал вида охватывает южные районы Закавказья. Произрастает в расщелинах скал. |
| 19  | Подснежник узколистныйGalanthus angustifolius             | Амариллисовые Amaryllidaceae      | 1   |             | Растёт на северных склонах, на высоте 700 м над уровнем моря, в зарослях кустарников. |
| 20  | Подснежник лагодехский Galanthus lagodechianus            | Амариллисовые Amaryllidaceae      | 2   |             | Внесён также в Красные книги Армении, Южной Осетии, Ингушетии, КБР, РСО—Алания и Чечни. |
| 21  | Штернбергия зимовникоцветковаяSternbergia colchiciflora   | Амариллисовые Amaryllidaceae      | 1   |             | Растёт на низменностях и в нижнем горном поясе до высоты 230 метров над уровнем моря, предпочитает сухие глинистые и каменистые места. Встречается на опушках лесов, в разнотравно-злаковых степях, лугах, среди кустарников. |
| 22  | Штернбергия жёлтаяSternbergia lutea                       | Амариллисовые Amaryllidaceae      | 1   |             | Травянистое солнцелюбивое растение высотой 0,1—0,5 м. Внесён также в Красные книги Азербайджана, Туркмении и Узбекистана. |
| 23  | Череш представительныйEremurus spectabilis                | Асфоделовые Asphodelaceae         | 3   |             | Декоративное и медоносное растение. Численность вида неуклонно сокращается из-за разрушения местообитаний, а также сбора растений населением. |
| 24  | Безвременник яркийColchicum laetum                        | Безвременниковые Colchicaceae     | 2   |             | Луковица яйцевидная, довольно крупная, диаметром около 3 см. Листья в числе 4, язычковые, бледно-зелёные, нижний туповатый, шире остальных, верхние острые. Цветки довольно крупные, в числе 1—3, листочки околоцветника ланцетные или эллиптические, длиной до 4 см, тупые. Коробочка яйцевидная, длиной до 2 см, на очень короткой ножке.                                                                        |
| 25  | Безвременник великолепныйColchicum speciosum              | Безвременниковые Colchicaceae     | 2   |             | Произрастает на высотах от 150 до 3000 м над уровнем моря. В нижних и средних поясах гор в каштановых, буковых и грабовых лесах, а также на высокотравных лугах. В высокогорьях может преобладать в травостое субальпийских лугов. Светолюбив, избегает застойного увлажнения. |
| 26  | Майник двулистныйMaianthemum bifolium                     | Ландышевые Convallariaceae        | 1   |             | Обычен в разнопородных лесах, но предпочитает еловые с умеренно влажной почвой. |
| 27  | Меч-трава обыкновеннаяCladium mariscus                    | Осоковые Cyperaceae               | 2   |             | Произрастает на болотах в регионах с умеренным климатом. Вымирает в связи с хозяйственным освоением территорий в местах своего произрастания. |
| 28  | Бельвалия ФоминаBellevalia fominii                        | Гиацинтовые Hyacinthaceae         | 1   |             | |
| 29  | Бельвалия красиваяBellevalia speciosa                     | Гиацинтовые Hyacinthaceae         | 1   |             | |
| 30  | Пушкиния пролесковаяPuschkinia scilloides                 | Гиацинтовые Hyacinthaceae         | 3   |             | Ценное декоративное растение. Встречается на влажных каменистых склонах, на горных лугах, среди кустарников. Предпочитает хорошо дренированные плодородные почвы. Лучше всего растёт на открытых солнцу местах. |
| 41  | Шафран прекрасныйCrocus speciosus                         | Касатиковые Iridaceae             | 3   |             | Встречается в горных лесах в Закавказье, Малой Азии, Крыму и Иране. |
| 42  | Иридодиктиум сетчатыйIridodictyum reticulatum             | Касатиковые Iridaceae             | 2   |             | |
| 43  | Юнона кавказскаяJuno caucasica                            | Касатиковые Iridaceae             | 1   |             | |
| 44  | Касатик остродольныйIris acutiloba                        | Касатиковые Iridaceae             | 1   |             | |
| 45  | Касатик ТимофееваIris timofejewii                         | Касатиковые Iridaceae             | 2   |             | |
| 46  | Касатик ненастоящийIris notha                             | Касатиковые Iridaceae             | 2   |             | |
| 47  | Касатик вильчатыйIris furcata                             | Касатиковые Iridaceae             | 3   |             | |
| 48  | Касатик ложноаирныйIris pseudacorus                       | Касатиковые Iridaceae             | 3   |             | |
| 49  | Касатик карликовыйIris pumila                             | Касатиковые Iridaceae             | 3   |             | |
| 50  | Касатик кожистыйIris scariosa                             | Касатиковые Iridaceae             | 2   |             | |
| 51  | Рябчик кавказскийFritillaria caucasica                    | Лилейные Liliaceae                | 3   |             | |
| 52  | Тюльпан двухцветковыйTulipa biflora                       | Лилейные Liliaceae                | 2   |             | |
| 53  | Тюльпан ГеснераTulipa gesneriana                          | Лилейные Liliaceae                | 2   |             | Травянистый луковичный многолетник, эфемероид, достигает в высоту 40 см. Яйцевидно-продолговатые или ланцетные, сизые листья от трёх до пяти. Цветок — одиночный с лепестками красного, розового, жёлтого или белого цвета, длиной 2,5—5,5 см. |
| 54  | Лилия однобратственнаяLilium monadelphum                  | Лилейные Liliaceae                | 2   |             | Многолетнее травянистое растение, достигающее 1—1,8 м в высоту. Стебель жёсткий, зелёный, покрытый малозаметным беловатым войлочным опушением. Луковица крупная, продолговатая, сиреневатая, острочешуйчатая. Листья в числе до 40, сидячие, линейно-ланцетовидные. Цветки с запахом, до 12 см в диаметре, повислые, собраны по 6—20 или более в рыхлые кистевидные соцветия. Плод — яйцевидная коробочка.         |
| 55  | Анакамптис пирамидальныйAnacamptis pyramidalis            | Орхидные Orchidaceae              | 3   |             | |
| 56  | Пыльцеголовник крупноцветковыйCephalanthera damasonium    | Орхидные Orchidaceae              | 3   |             | |
| 57  | Пыльцеголовник длиннолистныйCephalanthera longifolia      | Орхидные Orchidaceae              | 3   |             | |
| 58  | Пыльцеголовник красныйCephalanthera rubra                 | Орхидные Orchidaceae              | 1   |             | |
| 59  | Пальчатокоренник ДюрвиляDactylorhyza urvilleana           | Орхидные Orchidaceae              | 3   |             | |
| 60  | Надбородник безлистныйEpipogium aphyllum                  | Орхидные Orchidaceae              | 2   |             | |
| 61  | Ремнелепестник прекрасныйHimantoglossum formosum          | Орхидные Orchidaceae              | 1   |             | |
| 62  | Лимодорум недоразвитыйLimodorum abortivum                 | Орхидные Orchidaceae              | 2   |             | |
| 63  | Тайник сердцевидныйListera cordata                        | Орхидные Orchidaceae              | 2   |             | |
| 64  | Офрис кавказскаяOphrys caucasica                          | Орхидные Orchidaceae              | 2   |             | |
| 65  | Офрис оводоноснаяOphrys oestrifera                        | Орхидные Orchidaceae              | 1   |             | |
| 66  | Ятрышник клопоносныйOrchis coriophora                     | Орхидные Orchidaceae              | 2   |             | |
| 67  | Ятрышник мужскойOrchis mascula                            | Орхидные Orchidaceae              | 2   |             | |
| 68  | Ятрышник вооружённыйOrchis militaris                      | Орхидные Orchidaceae              | 2   |             | |
| 69  | Ятрышник раскрашенныйOrchis picta                         | Орхидные Orchidaceae              | 3   |             | |
| 70  | Ятрышник пурпурныйOrchis purpurea                         | Орхидные Orchidaceae              | 2   |             | |
| 71  | Ятрышник болотныйOrchis palustris                         | Орхидные Orchidaceae              | 1   |             | |
| 72  | Ятрышник обезьянийOrchis simia                            | Орхидные Orchidaceae              | 2   |             | |
| 73  | Ятрышник трёхзубчатыйOrchis tridentata                    | Орхидные Orchidaceae              | 2   |             | |
| 74  | Ятрышник обожжённыйOrchis ustulata                        | Орхидные Orchidaceae              | 2   |             | |
| 75  | Ятрышник ширванскийOrchis papilionacea subsp. schirwanica | Орхидные Orchidaceae              | 1   |             | |
| 76  | Скрученник спиральныйSpiranthes spiralis                  | Орхидные Orchidaceae              | 1   |             | |
| 77  | Стевениелла сатировиднаяSteveniella satyrioides           | Орхидные Orchidaceae              | 1   |             | |
| 78  | Траунштейнера шаровиднаяTraunsteinera globosa             | Орхидные Orchidaceae              | 2   |             | |
| 79  | Траунштейнера сферическаяTraunsteinera sphaerica          | Орхидные Orchidaceae              | 3   |             | |
| 80  | Эриантус РавенныErianthus ravennae                        | Злаковые Poaceae                  | 3   |             | |
| 81  | Императа цилиндрическаяImperata cylindrical               | Злаковые Poaceae                  | 3   |             | |
| 82  | Ковыль перистыйStipa pennata                              | Злаковые Poaceae                  | 2   |             | |
| 83  | Ковыль красивейшийStipa pulcherrima                       | Злаковые Poaceae                  | 3   |             | |
| 84  | Ковыль ЗалесскогоStipa zalesskii                          | Злаковые Poaceae                  | 2   |             | |
| 85  | Ломкоколосник дагестанскийPsathyrostachys daghestanica    | Злаковые Poaceae                  | 3   |             | |
| 86  | Ломкоколосник скальныйPsathyrostachys rupestris           | Злаковые Poaceae                  | 3   |             | |
| 87  | Сассапариль высокийSmilax excelsa                         | Сассапарилевые Smilacaceae        | 1   |             | |
| 88  | Клен светлыйAcer laetum                                   | Кленовые Aceraceae                | 3   |             | |
| 89  | Клен гирканскийAcer hyrcanum                              | Кленовые Aceraceae                | 2   |             | |
| 80  | Клен грузинскийAcer ibericum                              | Кленовые Aceraceae                | 2   |             | |
| 91  | Ферула каспийскаяFerula caspica                           | ЗонтичныеApiaceae                 | 2   |             | |
| 92  | Манденовия КомароваMandenovia komarovii                   | ЗонтичныеApiaceae                 | 3   |             | |
| 93  | Падуб гирканскийIlex hyrcana                              | ПадубовыеAquifoliaceae            | 1   |             | |
| 94  | Плющ ПастуховаHedera pastuchowii                          | АралиевыеAraliaceae               | 2   |             | |
| 95  | Анкафия огненнаяAncanthia igniaria                        | СложноцветныеAsteraceae           | 2   |             | |
| 96  | Василек дагестанскийCentaurea daghestanica                | СложноцветныеAsteraceae           | 3   |             | |
| 97  | Кладохета чистейшаяCladochaeta candidissima               | СложноцветныеAsteraceae           | 3   |             | |
| 98  | Полынь солянковиднаяArtemisia salsoloides                 | <СложноцветныеAsteraceae          | 3   |             | |
| 99  | Наголоватка папоротниколистнаяJurinea filicifolia         | СложноцветныеAsteraceae           | 3   |             | |
| 100 | Пижма АкинфиеваTanacetum akinfiewii                       | СложноцветныеAsteraceae           | 1   |             | |
| 101 | Псефеллюс ГалушкоPsephellus galushkoi                     | СложноцветныеAsteraceae           | 2   |             | |
| 102 | Большеголовник красивыйRhaponticum pulchrum               | СложноцветныеAsteraceae           | 3   |             | |
| 103 | Бонгардия золотистаяBongardia chrysogonum                 | БарбарисовыеBerberidaceae         | 1   |             | |
| 104 | Берёза РаддеBetula raddeana                               | БерёзовыеBetulaceae               | 3   |             | |
| 105 | Нонея низбегающаяNonea decurrens                          | БурачниковыеBoraginaceae          | 2   |             | |
| 106 | Оносма шелковистаяOnosma sericea                          | БурачниковыеBoraginaceae          | 2   |             | |
| 107 | Чернокорень шелковистыйCynoglossum holosericeum           | БурачниковыеBoraginaceae          | 3   |             | |
| 108 | Двойчатка ОшеDidymophysa aucheri                          | КрестоцветныеBrassicaceae         | 1   |             | |
| 109 | Ложнопузырчатка пальчатаяPseudovesicaria digitata         | КрестоцветныеBrassicaceae         | 3   |             | |
| 110 | Левкой каспийскийMatthiola caspica                        | КрестоцветныеBrassicaceae         | 3   |             | |
| 111 | Левкой дагестанскийMatthiola daghestanica                 | КрестоцветныеBrassicaceae         | 3   |             | |
| 112 | Пузыреплодник сетчатыйColuteocarpus vesicaria             | КрестоцветныеBrassicaceae         | 1   |             | |
| 113 | Катран бугорчатыйCrambe gibberosa                         | КрестоцветныеBrassicaceae         | 2   |             | |
| 114 | Зубянка дваждыперистаяDentaria bipinnata                  | КрестоцветныеBrassicaceae         | 2   |             | |
| 115 | Чесночница короткоплоднаяAlliaria brachicarpa             | КрестоцветныеBrassicaceae         | 3   |             | |
| 116 | Соболевския усечённаяSobolewskia truncata                 | КрестоцветныеBrassicaceae         | 2   |             | |
| 117 | Колокольчик андийскийCampanula andina                     | КолокольчиковыеCampanulaceae      | 3   |             | |
| 118 | Колокольчик ЧерепановаCampanula czerepanovii              | КолокольчиковыеCampanulaceae      | 1   |             | |
| 119 | Колокольчик КоленатиCampanula kolenatiana                 | КолокольчиковыеCampanulaceae      | 3   |             | |
| 120 | Мюхлбергелла ОверинаMuehlenbergella oweriniana            | КолокольчиковыеCampanulaceae      | 1   |             | |
| 121 | Смолёвка зеленоватолепестковаяSilene chloropetala         | ГвоздичныеCaryophyllaceae         | 2   |             | |
| 122 | Смолёвка трубчатоцветковаяSilene solenantha               | ГвоздичныеCaryophyllaceae         | 2   |             | |
| 123 | Петрокома ГефтаPetrocoma hoefftiana                       | ГвоздичныеCaryophyllaceae         | 1   |             | |
| 124 | Ясколка дагестанскаяCerastium daghestanicum               | ГвоздичныеCaryophyllaceae         | 3   |             | |
| 125 | Гвоздика восточнаяDianthus orientalis                     | ГвоздичныеCaryophyllaceae         | 3   |             | |
| 126 | Гвоздика ВладимираDianthus vladimiri                      | ГвоздичныеCaryophyllaceae         | 2   |             | |
| 127 | Каркас кавказскийCeltis caucasica                         | КаркасовыеCeltidaceae             | 2   |             | |
| 128 | Свекла крупнокорневаяBeta macrorrhiza                     | МаревыеChenopodiaceae             | 3   |             | |
| 129 | Солянка дагестанскаяSalsola daghestanica                  | МаревыеChenopodiaceae             | 3   |             | |
| 130 | Вьюнок РупрехтаConvolvulus ruprechtii                     | ВьюнковыеConvolvulaceae           | 3   |             | |
| 131 | Лещина древовиднаяCorylus colurna                         | ЛещиновыеCorylaceae               | 2   |             | |
| 132 | Очиток щитковыйSedum corymbosum                           | ТолстянковыеCrassulaceae          | 1   |             | |
| 133 | Хурма кавказскаяDiospyros lotus                           | ЭбеновыеEbenaceae                 | 2   |             | |
| 134 | Толокнянка кавказскаяArctostaphylos caucasica             | ВересковыеEricaceae               |     |             | |
| 135 | Молочай миндалевидныйEuphorbia amygdaloides               | МолочайныеEuphorbiaceae           | 3   |             | |
| 136 | Астрагал дагестанскийAstragalus daghestanicus             | БобовыеFabaceae                   | 1   |             | |
| 137 | Астрагал бобовидныйAstragalus fabaceus                    | БобовыеFabaceae                   | 1   |             | |
| 138 | Астрагал каракугинскийAstragalus karakugensis             | БобовыеFabaceae                   | 3   |             | |
| 139 | Астрагал ЛеманаAstragalus lehmannianus                    | БобовыеFabaceae                   | 1   |             | |
| 140 | Астрагал щельныйAstragalus fissuralis                     | БобовыеFabaceae                   | 3   |             | |
| 141 | Карагана крупноцветковаяCagarana grandiflora              | БобовыеFabaceae                   | 2   |             | |
| 142 | Копеечник дагестанскийHedysarum daghestanicum             | БобовыеFabaceae                   | 2   |             | |
| 143 | Нут маленькийCicer minutum                                | БобовыеFabaceae                   | 1   |             | |
| 144 | Стальник маленькийOnonis pusilla                          | БобовыеFabaceae                   | 2   |             | |
| 145 | Майкараган волжскийCalophaca wolgarica                    | БобовыеFabaceae                   | 2   |             | |
| 146 | Эремоспартон безлистныйEremosparton aphyllum              | БобовыеFabaceae                   | 2   |             | |
| 147 | Вавиловия прекраснаяVavilovia formosa                     | БобовыеFabaceae                   | 1   |             | |
| 148 | Горошек плотноволосистыйVicia hololasia                   |                                   |     |             | |
| 149 | Хохлатка таркинскаяCorydalis tarkiensis                   | ДымянковыеFumariaceae             | 3   |             | |
| 150 | Горечавка лагодехскаяGentiana lagodechiana                | ГоречавковыеGentianaceae          | 3   |             | |
| 151 | Горечавка ГроссгеймаGentiana grossheimii                  | ГоречавковыеGentianaceae          | 3   |             | |
| 152 | Чубушник кавказскийPhiladelphia caucasicus                | ЧубушниковыеHydrangeaceae         | 3   |             | |
| 153 | Лапина крылоплоднаяPterocaria pterocarpa                  | ОреховыеJuglandaceae              | 1   |             | |
| 154 | Змееголовник кистевойDracocephalum botryoides             | ГубоцветныеLamiaceae              | 2   |             | |
| 155 | Шалфей коровяколистныйSalvia verbascifolia                | ГубоцветныеLamiaceae              | 2   |             | |
| 156 | Шлемник дагестанскийScutellaria daghestanica              | ГубоцветныеLamiaceae              | 2   |             | |
| 157 | Инжир обыкновенныйFicus carica                            | ТутовыеMoraceae                   | 2   |             | |
| 158 | Лотос орехоносныйNelumbo nucifera                         | ЛотосовыеNelumbaceae              | 3   |             | |
| 159 | Селитрянка ШобераNitraria schoberi                        | СелитрянковыеNitrariaceae         | 3   |             | |
| 160 | Кубышка жёлтаяNuphar lutea                                | КубышковыеNupharaceae             | 2   |             | |
| 161 | Кувшинка белаяNymphaea alba                               | КувшинковыеNymphaceae             | 2   |             | |
| 162 | Жасмин кустарниковыйJasminum fruticans                    | МаслиновыеOleaceae                | 2   |             | |
| 163 | Пион МлокосевичаPaeonia mlokosewitschii                   | ПионовыеPaeoniaceae               | 1   |             | |
| 164 | Пион тонколистныйPaeonia tenuifolia                       |                                   | 2   |             | |
| 165 | Мак малолистныйPapaver paucifoliatum                      | МаковыеPapaveraceae               | 2   |             | |
| 166 | Акантолимон шемахинскийAcantholimon schemachense          | СвинчатковыеPlumbaginaceae        | 3   |             | |
| 167 | Кермековидка ОверинаLimoniopsis owerinii                  | СвинчатковыеPlumbaginaceae        | 2   |             | |
| 168 | Курчавка дагестанскаяAtraphaxis daghestanica              | ГречишныеPolygonaceae             | 3   |             | |
| 169 | Первоцвет жёлтенькийPrimula luteola                       | ПервоцветныеPrimulaceae           | 3   |             | |
| 170 | Первоцвет СибторпаPrimula sibthorpii                      | ПервоцветныеPrimulaceae           | 3   |             | |
| 171 | Первоцвет ЮлииPrimula juliae                              | ПервоцветныеPrimulaceae           | 2   |             | |
| 172 | Гранат обыкновенныйPunica granatum                        | ГранатовыеPunicaceae              | 2   |             | |
| 173 | Ветреница нежнаяAnemone blanda                            | ЛютиковыеRanunculaceae            | 2   |             | |
| 174 | Ветреница кавказскаяAnemone caucasica                     | ЛютиковыеRanunculaceae            | 3   |             | |
| 175 | Живокость кавказскаяDelphinium caucasicum                 | ЛютиковыеRanunculaceae            | 3   |             | |
| 176 | Живокость пунцоваяDelphinium puniceum                     | ЛютиковыеRanunculaceae            | 1   |             | |
| 177 | Морозник кавказскийHelleborus caucasicus                  | ЛютиковыеRanunculaceae            | 1   |             | |
| 178 | Ломонос виноградолистныйClematis vitalba                  | ЛютиковыеRanunculaceae            | 3   |             | |
| 179 | Пираканта краснаяPyracantha coccinea                      | РозоцветныеRosaceae               | 1   |             | |
| 180 | Рябина кавказскаяSorbus caucasica                         | РозоцветныеRosaceae               | 2   |             | |
| 181 | Рябина КузнецоваSorbus kuznetzovii                        | РозоцветныеRosaceae               | 2   |             | |
| 182 | Рябина буроватаяSorbus subfusca                           | РозоцветныеRosaceae               | 2   |             | |
| 183 | Вероника богосскаяVeronica bogosensis                     | НоричниковыеScrophulariaceae      | 2   |             | |
| 184 | Педеротелла дагестанскаяPaederotella daghestanica         | НоричниковыеScrophulariaceae      | 3   |             | |
| 185 | Красавка кавказскаяAtropa caucasica                       | ПасленовыеSolanaceae              | 1   |             | |
| 186 | Рогульник гирканскийTrapahyrcana                          | РогульниковыеTrapaceae            |     |             | |

## Список растений, исключённых из Красной книги Республики Дагестан
| №  | Название вида растения Латинское название          | Изображение | Ботаническое описание |
| -- | -------------------------------------------------- | ----------- | --- |
| 1  | Лук дагестанскийAllium daghestanicum               |             | Произрастает высоко в горах. Луковицы яйцевидно-ланцетные, прикреплены к корневищу, с серыми слегка сетчато-волокнистыми оболочками; Листья короче стебля, толстые, плоские, желобчатые, шириной 4—5 мм. Цветоносы неравные, в 4—6 раз длиннее цветков. Чехол короче цветоносов, с шиловидным окончанием. Зонтик малоцветковый, рыхлый. Листочки околоцветника розовые, длиной 5—7 мм, острые, яйцевидно-ланцетные, наружные ланцетные. Нити тычинок в полтора раза длиннее листочков околоцветника; пыльники тёмные. Столбик немного длиннее завязи. |
| 2  | Лук медвежий (Черемша)Allium ursinum               |             | Луковица удлинённая, толщиной около 1 см, с расщепляющимися на параллельные волокна оболочками. Стебель трёхгранный, высотой 15—50 см, при основании одетый влагалищами листьев. Листья в числе двух, немного короче стебля, ланцетные или продолговатые, острые, шириной 3—5 см. Черешок узкий, вдвое превышающий по длине пластинку или равный ей. Зонтик пучковатый или полушаровидный, немногоцветковый, густой. Листочки околоцветника белые, линейно-ланцетные, тупые или островатые, длиной 9—12 мм, с мало заметной жилкой. Коробочка шаровидная, трёхгранная, с широко обратно-сердцевидными створками. Семена почти шаровидные. Цветёт в мае — июне. |
| 3  | Асфоделина жёлтаяAsphodeline lutea                 |             | |
| 4  | Джузгун безлистныйCalligonum aphyllum              |             | |
| 5  | Колокольчик кавказскийCampanula caucasica          |             | |
| 6  | Колокольчик ГалушкоCampanula galushkoi             |             | |
| 7  | Катран татарскийCrambe tatarica                    |             | Многолетний сизо-зелёный кустарник. Стебель почти до основания очень ветвистый, высотой 60—100 см. Прикорневые листья большие, черешковые, глубоко двоякоперисторазделъные, с продолговатыми и линейно-продолговатыми зубчатыми долями, ланцетные, цельные. Цветки белые. Соцветие большое, широкометельчатое. Плод — почти шаровидный голый стручок. Семена шаровидные, мелкие. Цветёт в мае—июне. Плоды созревают в августе—сентябре. |
| 8  | Шафран АдамаCrocus adamii                          |             | |
| 9  | Шафран сетчатыйCrocus reticulatus                  |             | |
| 10 | Венерин башмачок настоящийCypripedium calceolus    |             | Корневище толстое, корни жесткие длинные. Стебель высотой от 20 до 50 см. Листья очередные сидячие в количестве от 2 до 5, широкие овальной или эллиптической формы с заострёнными концами и ровным краем. Цветки крупные от 5 см, зигоморфные — формой похожи на башмачок, обычно одиночные, реже двойные. Цвет околоцветника преимущественно жёлтый, иногда красный, с оттенками бурого и чёрного. На вздутой губе цветка красные пятна или полоски. Цветёт в июне, только на 15—17 году жизни, опыляется насекомыми. Плод — сухая коробочка |
| 11 | Пальчатокорник желтоватыйDactylorhiza flavescens   |             | |
| 12 | Живокость расщеплённаяDelphinium fissum            |             | |
| 13 | Журавельник СтевенаErodium stevenii                |             | |
| 14 | Желтушник бабадагскийErysimum babadagensis         |             | |
| 15 | Рябчик жёлтыйFritillaria lutea                     |             | |
| 16 | Баранец обыкновенныйHupersia selago                |             | Вечнозелёный ползучий травянистый споровый многолетник высотой 6—30 см со слаборазвитой корневой системой. Стебли восходящие или прямостоячие, ветвящиеся дихотомически, укореняющиеся в основании и образующие аккуратные, почти округлые, рыхлые дерновинки. Возраст дернин может превышать 100 лет; годовой прирост колеблется от 1 до 4 см. Листья (филлоиды) тёмно-зелёные, ланцетные или линейно-ланцетные, острые, кожистые, жёсткие, густо спирально расположенные, более или менее прижатые к оси побега. Спороносные колоски (стробилы) не образуются.                                                                                               |
| 17 | Касатик ложноненастоящийIris pseudonotha           |             | |
| 18 | Вайда песчанаяIsatis sabulosa                      |             | |
| 19 | Мерендера трёхстолбиковаяMerendera trigina         |             | |
| 20 | Пион кавказскийPaeonia caucasica                   |             | |
| 21 | Псефеллюс АлексеенкоPsephellus alexeenkoi          |             | |
| 22 | Псефеллюс андийскийPsephellus andinus              |             | |
| 23 | Псефеллюс БуассьеPsephellus boissieri              |             | |
| 24 | Псефеллюс ЧерепановаPsephellus czerepanovii        |             | |
| 25 | Псефеллюс ГамидаPsephellus gamidii                 |             | |
| 26 | Псефеллюс пленчаточешуйчатыйPsephellus hymenolepis |             | |
| 27 | Смолёвка южнодагестанскаяSilene austrodaghestanica |             | |
| 28 | Смолёвка кавказскаяSilene caucasica                |             | |
| 29 | Симфиандра лезгинскаяSymphyandra lezgina           |             | |
| 30 | Клевер РаддеTrifolium raddeanum                    |             | |
| 31 | Тюльпан БиберштейнаTulipa biebersteiniana          |             | |
| 32 | Валериана дагестанскаяValeriana daghestanica       |             | |